# Vasilikí (Lassíthi)
Ne doit pas être confondu avec Vasilikí (Héraklion).
Vasilikí, en grec moderne : Βασιλική, est un village du dème d'Ierápetra, dans le district régional de Lassíthi, de la Crète, en Grèce. Selon le recensement de 2011, la population de Vasilikí compte 72 habitants.
Le village est situé à une altitude de 60 m et à une distance de 14 km d'Ierápetra.

## Recensements de la population
| Recensements | 1900 | 1920 | 1928 | 1940 | 1951 | 1961 | 1971 | 1981 | 1991 | 2001 | 2011 |
| ------------ | ---- | ---- | ---- | ---- | ---- | ---- | ---- | ---- | ---- | ---- | ---- |
| Population   | 248  | 291  | 321  | 349  | 375  | 353  | 299  | 245  | 191  | 134  | 72   |